# Procesja z relikwią św. Krzyża na placu Św. Marka
Procesja z relikwią św. Krzyża na placu św. Marka (wł. Processione in piazza San Marco) – obraz autorstwa włoskiego malarza Gentile Belliniego. Namalowany w 1496 roku.

## Geneza
W ostatniej dekadzie XV w. weneckie bractwo religijne Scuola Grande di San Giovanni Evangelista zamówiło serię malowideł narracyjnych znanych jako „Cykl Prawdziwego Krzyża”. Tematem serii były cuda dokonane przez relikwię św. Krzyża. Fragment krzyża podarował bractwu Philippe de Mézières. Płótna autorów serii: Vittore Carpaccia, Lazzaro Bastianiego, Giovanni Manseutiego, Benedetto Diany i Pietro Perugina do roku 1806 pozostawały w Oratorium Scouli św. Krzyża. Z powodu represji napoleońskich zostały przeniesione do Gallerie dell’Accademia, gdzie znajdują się do dzisiaj.

## Opis obrazu
Dzieło przedstawia ważne wydarzenie w Wenecji – dzień świętego Marka, patrona miasta. Na pierwszym planie widoczna jest procesja z relikwią Świętego Krzyża. Baldachim jest niesiony przez członków bractwa San Giovanni, ubranych w białe stroje. W czerwone togi ubrani są prokuratorzy i senatorowie, patrycjusze i obywatele ubrani są na czarno.
Relikwii towarzyszy trzynastu braci z wielkimi świecami procesyjnymi (wł. doppieri). Na początku pochodu kroczy również 5 wokalistów i 3 instrumentalistów, grających na lutni, harfie i rebeku. Po prawej stronie od relikwii namalowana jest reszta braci, każdy z nich trzyma zapaloną małą świecę wotywną.
Po lewej stronie obrazu widać kobiety wychylające się przez okna, oglądające wydarzenie. Budynek, w którym przebywają kobiety jest udekorowany orientalnymi dywanami na znak świętowania. Na środku placu św. Marka znajdują się przedstawiciele kosmopolitycznej i zróżnicowanej społeczności weneckiej: patrycjusze, gromada żydów, mnisi, żebracy, Grecy, damy, Turcy w turbanach, Niemcy, kupcy, dzieci i zwykli ludzie. Wszyscy pełnią rolę świadków cudu, potwierdzając prawdziwość uzdrowienia.
Z uporządkowanego pochodu białych sylwetek wyłamuje się klęczący mężczyzna ubrany na czerwono. To Jacopo de’ Salis, kupiec z Brescii. Handlarz przyjechał do Wenecji w interesach. Podczas pobytu otrzymał wiadomość o agonalnym stanie syna, spowodowanym ciężkim urazem głowy. Następnego dnia Jacopo udał się na uroczystość, a kiedy słynna relikwia pojawiła się przed nim, ukląkł w modlitwie – błagając o uzdrowienie chłopca. Kiedy kupiec wrócił do domu zobaczył, że syn niespodziewanie ozdrowiał.

## Perspektywa
W dziele Belliniego procesja przesuwa się w określonym porządku. Artysta namalował pochód w perspektywie ortogonalnej. Malarz skupia uwagę widza na białych skośnych liniach, które prowadzą wzrok do drzwi bazyliki św. Marka.  Zastosowany zabieg porządkuje perspektywę. Baldachim wyłamuje się z kompozycji, nie znajduje się w centrum obrazu, ale nieco z boku. Dodatkowo jego słupki pochylone są w jedną stronę i pozwalają zorientować się w kierunku ruchu procesji. Takie ujęcie tematu zostało użyte w celu zwrócenia uwagi widza na ten element obrazu.
Obraz Gentile daje również wgląd w to, jak wyglądał plac św. Marka w 1496 roku, zanim wzniesiono nowe budynki. Bazylika św. Marka, funkcjonująca na obrazie jako tło, została oddana z zadziwiającą dokładnością. To płótno jest jedynym zachowanym wizerunkiem bizantyjskich mozaik, znajdujących się na fasadzie świątyni, które zaginęły w późniejszym czasie.